# Madonna del Prato (Giovanni Bellini)

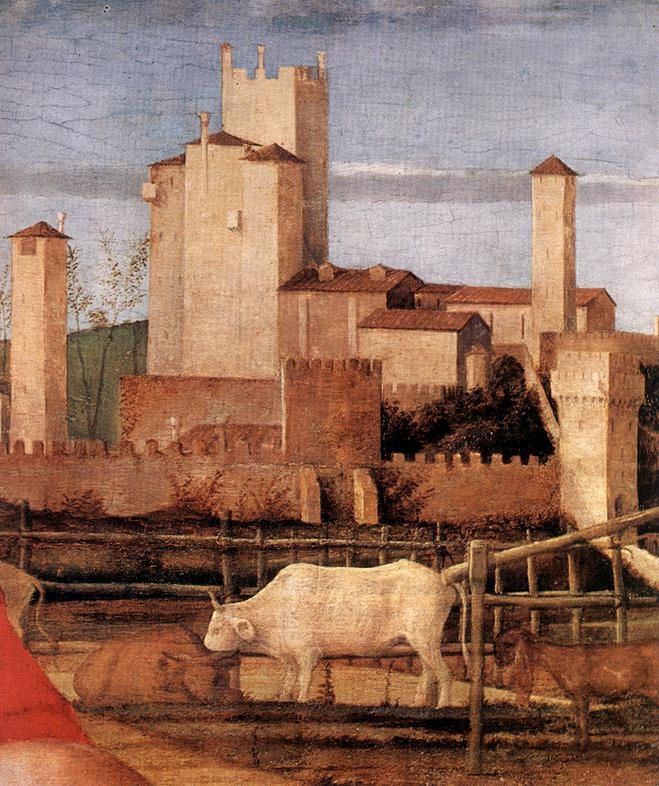
Il paesaggio

La Madonna del Prato è un dipinto a olio su tavola trasportato su tela (67,3x86,4 cm) di Giovanni Bellini, databile al 1505 circa e conservato nella National Gallery di Londra.

## Storia
L'opera venne a lungo attribuita a Marco Basaiti e fu Gronau per primo, nel 1928, ad assegnarla al Bellini. Oggi è unanimemente considerata un capolavoro della tarda maturità dell'artista, dove per la prima volta si realizza quella fusione tra figure sacre e sfondo che è alla base dei migliori esiti del Rinascimento veneziano.
Lo stato di conservazione non è eccellente, anche per i segni del passaggio da tavola a tela (1949), che ha compromesso soprattutto nel gruppo della Madonna col Bambino la stesura pittorica.

## Descrizione e stile
Nella Madonna del Prato, all'iconografia medioevale della "Vergine dell'Umiltà" si sovrappone un ampio e luminosissimo panorama agreste, cui viene attribuita pari importanza rispetto al soggetto devozionale.
Il paesaggio, indagato fin nei minimi dettagli della vita quotidiana, si adatta perfettamente al tono intimo e familiare delle due figure, i cui atteggiamenti invitano alla meditazione e alludono alla morte e passione di Gesù, ribadita dall'incarnato del Bambino.
La Vergine è seduta a terra con in braccio il Bambino; sullo sfondo si distende una campagna assolata con animali dai significati metaforici e religiosi. Le figure umane si fondono col paesaggio, grazie all'armonia delle tinte e all'uso morbido della luce e del chiaroscuro, princìpi che stanno alla base della pittura tonale. La posizione abbandonata del Bambino (che richiama visibilmente una pietà), il suo pallore e i suoi occhi chiusi alludono al suo destino di morte.
La scena retrostante appare divisa come per sottendere le condizioni umane divise tra il peccato e la redenzione. Al lato sinistro con l'albero privo di vitalità su cui sta appollaiato un funesto rapace e sotto un pastore negligente dorme tra gli armenti mentre l'ibis che combatte il serpente allude invece alla lotta della religione cristiana contro il peccato. A destra invece un altro pastore accudisce attivamente al suo bestiame in un paesaggio più vivo sullo sfondo di un inespugnabile castello. 

### Il paesaggio
Il paesaggio alle spalle di Maria è costituito da un ampio e disteso prato, da una collina e da una cinta di monti azzurrini: Vi si riconosce la campagna a sud delle mura di Feltre, in particolare la collina, detta "Colle delle Capre", sulla quale sorge la cittadella, nonché la corona delle Vette feltrine. Nel luogo in cui siede la Vergine sorgeva, a sud di Feltre e fuori le mura, la chiesa e il convento di Santa Maria del Prato con annesso ospedale-ospizio (attualmente vi si trova la stazione ferroviaria). Ancora oggi l'ospedale civile cittadino porta lo stesso nome.
Si vede poi che un uomo coltiva la terra: l'istituzione si reggeva infatti sulle donazioni testamentarie dei feltrini e possedeva vasti appezzamenti di campagna che dava in affitto e dai quali traeva prodotti agricoli per il sostentamento degli assistiti e profitto. C'è infine un uomo seduto mezzo nudo, egli ricorda i malati che venivano curati fisicamente e soprattutto spiritualmente in quel luogo.